# 424
| 424                |
| ------------------ |
| Dødsfald - Fødsler |
|                    |

| Gregoriansk kalender | 424 CDXXIV              |
| Ab urbe condita      | 1177                    |
| Armensk kalender     | I/T                     |
| Kinesiske kalender   | 3120 – 3121 癸亥 – 甲子 |
| Etiopisk kalender    | 416 – 417               |
| Jødisk kalender      | 4184 – 4185             |
| Hindukalendere       |                         |
| - Vikram Samvat      | 479 – 480               |
| - Shaka Samvat       | 346 – 347               |
| - Kali Yuga          | 3525 – 3526             |
| Iransk kalender      | 198 BP – 197 BP         |
| Islamisk kalender    | 204 BH – 203 BH         |

## Begivenheder

### Asien
- Shao Di, der blot var 18 år gammel, blev afsat af en gruppe højtstående hofembedsmænd og erstattet med sin yngre bror Wen Di, som kejser af Liu Song dynastiet. Shao blev sendt i eksil i Suzhou, og blev senere snigmyrdet.

### Europa
- Situationen ved årets begyndelse var præget af spændingerne mellem den selvudråbte vestromerske kejser Johannes og kejserfamilien i det Østromerske rige, hvor de overlevende medlemmer af den vestromerske kejserfamilie havde søgt tilflugt. Østromerne var i gang med at samle en hær for at afsætte Johannes.
- Årets romerske consuler var i vest generalen Castinus, der var en af kejser Johannes vigtigste støtter, og i øst Victor, som ikke har sat sig dybe spor i historien. Kejserfamilien i øst anerkendte ikke Castinus' konsulat.
- 23. oktober: Den femårige Valentinian, der var arving til den vestromerske trone, blev i Thessaloniki udråbt til caesar (en klasse under den østromerske kejser, der var augustus). En østromersk hær, ledet af generalerne Ardaburius og Aspar (far og søn) drog derefter gennem Balkan med kurs mod Norditalien.

### Kultur
- På en synode i Ctesiphon markerede den persiske gren af kristendommen sin uafhægighed. Det officielle sprog i den persiske kirke var gammelsyrisk. Det var en dialekt af det aramæiske sprog, der kunne forstås i det meste af det persiske rige og det understregede kirkens uafhængighed af den græsktalende kirke i Konstantinopel.[1]
- Den østromerske kejser Theodosius II fik lovfæstet, at i Romerriget måtte ingen andre end kejsere bære tøj i farven purpur.[2]
- 14. november 424. Den østromerske kvæstor Sallustius fik vedtaget en lov om muligheden for at omstøde titler, senere optaget i Codex Theodosianus som nr. 4.14.1. Her indførtes en begrænsning på 30 år, som efterfølgende har dannet skole for, hvor lang tid det skal tage at vinde hævd på en rettighed.[3]

## Dødsfald
- Shao Di, den afsatte kejser af Liu Song dynastiet (født 406).